# Carlo Ferretti

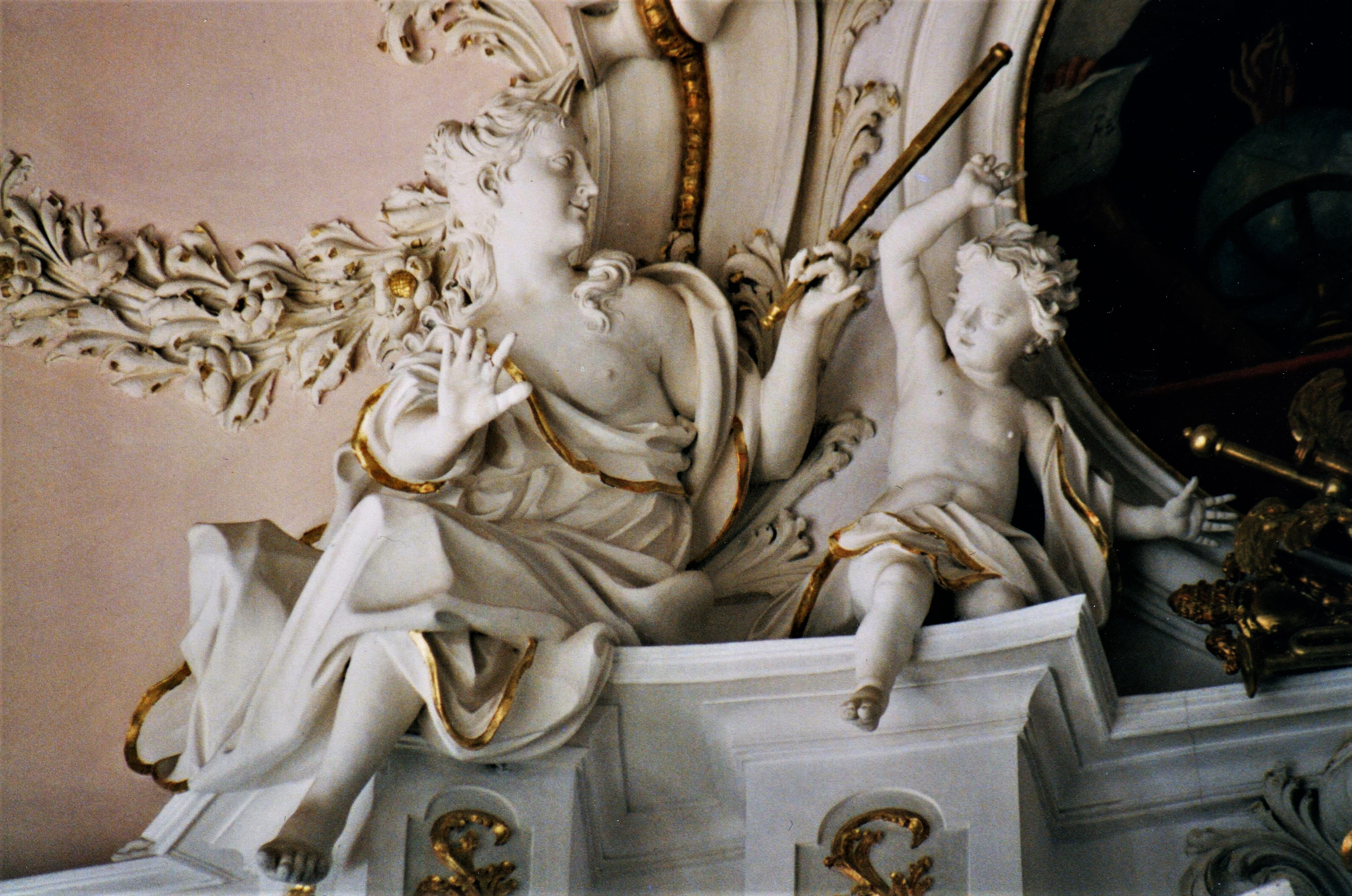
Stuckgruppe von Carlo Ferretti im Kaisersaal des Klosters Ottobeuren.

Carlo Ferretti (* 9. Oktober 1689 in Castiglione d’Intelvi; † nach 1737) war ein italienischer Bildhauer und Stuckateur, der überwiegend in Württemberg tätig war.
Ab 1712 oder 1717 arbeitete er als Bildhauer am Ludwigsburger Schloss und am Schloss Favorite, ab 1723 bis 1726 als Stuckateur in der Benediktinerabtei Ottobeuren. 1737 war er am Ansbacher Schloss beschäftigt. Seine bekanntesten Werke sind die Stuckaturen für den Kaisersaal des Klosters Ottobeuren.

## Leben
Carlo Ferretti wurde am 9. Oktober 1689 in Castiglione d’Intelvi als Sohn des Bildhauers Giorgio Ferretti (1666–1735) geboren. Der kleine Ort Castiglione liegt zwischen dem Luganersee und dem  Comer See in dem Tal Val d’Intelvi, aus dem viele Künstler und Künstlerfamilien stammen. Auch Carlo Ferretti entstammte einer Familie von Bildhauern, Stuckateuren und Malern.
1702 wurde Carlo Ferrettis Sohn Domenico Ferretti geboren, der ebenfalls Bildhauer wurde. Ab 1748 wirkte er an der bildhauerischen Ausschmückung des Neuen Schlosses in Stuttgart mit und arbeitete seit 1762 als Figurenmodelleur für die Ludwigsburger Porzellanmanufaktur.
Carlo Ferretti arbeitete eine Zeitlang in Wien, bevor er nach Württemberg übersiedelte. 1712 oder 1717 beriefen Donato Giuseppe Frisoni und Paolo Retti (1690–1748) ihren Landsmann Carlo Ferretti nach Ludwigsburg. Hier arbeiteten bereits viele Landsleute von Frisoni und Retti aus dem Tal Val d’Intelvi, die vielfach durch Verwandtschaftsbande miteinander verbunden waren. Paolo Retti war ein Neffe und Carlos Vater Giorgio Ferretti ein Cousin Frisonis. Der Landbaumeister Frisoni war der Architekt des Ludwigsburger Schlosses und von Schloss Favorite bei Ludwigsburg. Der Baumeister Paolo Retti war von Frisoni mit dem Bau des Neuen Hauptbaus des Ludwigsburger Schlosses beauftragt worden.
Carlo Ferretti wurde von 1712 oder 1717 bis 1724 als Bildhauer für die Ausschmückung des Ludwigsburger Schlosses und von Schloss Favorite beschäftigt. Von 1723 bis 1726 arbeitete er (teilweise überlappend mit seinen Ludwigsburger Tätigkeiten) als Stuckateur für die Benediktinerabtei Ottobeuren.
Über Carlo Ferrettis Tätigkeit von 1726 bis 1737 ist nichts bekannt. Als Herzog Karl Alexander mit seinem Berater Joseph Süß Oppenheimer 1733 an die Regierung kam, wurden Frisoni und Retti 1733 unrechtmäßig in Festungshaft genommen. Gegen eine Abstandszahlung von 110.000 Gulden wurden sie 1735 freigelassen und rehabilitiert. Frisoni starb noch im gleichen Jahr. Die schmachvolle Behandlung ihrer prominenten Landsleute führte zu einem allgemeinen Exodus der italienischen Arbeiter. Paolo Retti begab sich 1737 nach Ansbach, wohin ihm Carlo Ferretti folgte. Über sein Leben nach 1737 und über seinen Tod ist nichts bekannt.

## Werke
Quelle: #Kotzurek, wenn nicht anders angegeben.
| Karte mit allen Standorten |
| Klicken Sie in der folgenden Zeile auf OSM, Google oder Bing. Karte mit allen Koordinaten des Abschnitts Liste der Kunstwerke: OSM Es wird eine OpenStreetMap-Karte, eine Google-Maps-Karte oder eine Bing-Maps-Karte mit den Standorten aller Kunstwerke angezeigt. |

| Karte für einen Standort |
| Klicken Sie in der Standortbeschreibung eines Kunstwerks auf das Symbol . Es wird eine OpenStreetMap-Karte mit dem Standort des Kunstwerks angezeigt. |

| Jahr  | Jahr der Entstehung.                         |
| Jahr~ | Ungefähres Jahr der Entstehung.              |
| Jahr– | Entstehung in oder vor dem angegebenen Jahr. |
| Jahr+ | Entstehung ab dem angegebenen Jahr.          |

| Abbildung        | Jahr      | Ort                                               | Beschreibung |
| ---------------- | --------- | ------------------------------------------------- | --- |
|                  | 1712      | Residenzschloss Ludwigsburg                       | Garten: Standbilder von Cleopatra und Antonius. |
|                  | 1717–1721 | Residenzschloss Ludwigsburg                       | Hofkapelle: Außenfiguren (1717) und Attikavasen (1721). |
|                  | 1717+     | Residenzschloss Ludwigsburg                       | Neuer Hauptbau: Attikafiguren, Portikusfiguren und Skulpturenschmuck im hinteren und Vestibül. Östlicher Flügelbau: Sphinx mit Putto und Nymphe mit Fischleib, beide in Stein, auf dem Treppenhausgeländer. |
|                  | 1717+     | Residenzschloss Ludwigsburg                       | Ein nackter Flussgott liegt nach links auf einem quaderförmigen, hohen Sockel. Mit dem rechten Arm stützt er sich auf ein dickbauchiges Gefäß, das sich mit der Öffnung zu der Muschelwanne an der Stirnseite des Sockels neigt. Der nach links blickende Flussgott trägt lockiges Haupthaar und einen dichten, langen Vollbart. Mit dem linken Arm kreuzt er das rechte über das linke Bein, so dass seine Scham verdeckt ist. Gegen den Rücken des Flussgotts lehnt ein nackter Putto als Schildhalter einer Wappenkartusche mit den drei württembergischen Hirschstangen. Standort: Gartenfront des Neuen Hauptbaus, links auf der Vorgartenbalustrade. |
|                  | 1717+     | Residenzschloss Ludwigsburg                       | Ein nackter Flussgott liegt nach rechts auf einem quaderförmigen, hohen Sockel. Mit den beiden Händen hält er ein dickbauchiges Gefäß, das sich mit der Öffnung zu der Muschelwanne an der Stirnseite des Sockels neigt. Der nach links blickende Flussgott trägt lockiges Haupthaar und einen Vollbart. Die gespreizten Beine geben seine Scham frei. Gegen den Rücken des Flussgotts lehnt ein nackter Putto als Schildhalter einer Wappenkartusche mit einem Adlerwappen. Siehe auch Zeichnung von 1893. Standort: Gartenfront des Neuen Hauptbaus, rechts auf der Vorgartenbalustrade.                                                                 |
|                  | 1718      | Stadtkirche Ludwigsburg                           | Zwei Engelchen als Schildhalter des Herzogswappens an der Hauptfassade. |
|                  | 1718–1721 | Schloss Favorite (Ludwigsburg)                    | Vier Hermen als Kapitellstützen der Pfeiler am Eingang des Sockelgeschosses. Sie symbolisieren die Freuden des ländlichen Lebens: Fischfang, Jagd, Musik und Wein. Plastiken über der Türe der Rückseite und die Hermen in den Eingängen zum Erdgeschoß, die in vier Halbfiguren die Freuden des Jägers, Fischfang, Jagd, Musik und Wein, symbolisieren. Auf dem Geländer der Freitreppe: 14 Vasen und 4 Figuren, die bei einem Umbau 1801 bis auf wenige Vasen entfernt wurden, damals wurden auch die Wappen, Vasen, Putten und Jagdtrophäen an der Schlossrückseite abgenommen.                                                                         |
|                  | 1718–1721 | Schloss Favorite (Ludwigsburg)                    | Diana und Adonis mit einem Wappenschild und Puttenkopf über der Mitteltür des ersten Stocks. |
|                  | 1719      | Residenzschloss Ludwigsburg                       | Wandbrunnen mit einem auf einem Fass sitzenden Bacchus im Vorraum des Weinkellers unter dem Spielpavillon des Alten Hauptbaus. |
|                  | 1721      | Residenzschloss Ludwigsburg                       | Garten: Vier Mcerwunder für die Fontänen und Figuren für die Lusthäuschen. |
|                  | 1723/1724 | Marktbrunnen (Ludwigsburg)                        | Standbild des württembergischen Herzogs Eberhard Ludwig (Kopie, Original im Schloss). |
| Stuckvasenrelief | 1723–1726 | Benediktinerabtei Ottobeuren                      | 8 Stuckgruppen und 4 Stuckvasenreliefs im Kaisersaal. → Weitere Fotos. |
|                  | 1724      | Benediktinerabtei Ottobeuren                      | Nischenfiguren im Fürstenzimmer. |
|                  | 1737      | Spitalkirche zum Heiligen Geist (Schwäbisch Hall) | Stuckatur der Wandkanzel hinter dem Altar mit Figuren von Petrus und Paulus, Engelchen und Baldachinträgern. Foto: 1907. |
|                  | 1737      | Ansbach                                           | Büste des Markgrafen Karl Wilhelm Friedrich von Ansbach-Bayreuth als Bekrönung des Brunnenschafts des Markgraf-Karl-Wilhelm-Friedrich-Brunnens vor der Kirche St. Gumbertus, bezeichnet mit der Jahreszahl 1746. |